# Vollenhovia samoensis
Vollenhovia samoensis é uma espécie de formiga do gênero Vollenhovia, pertencente à subfamília Myrmicinae.